# Protapanteles antinoe
Protapanteles antinoe är en stekelart som först beskrevs av Nixon 1973.  Protapanteles antinoe ingår i släktet Protapanteles och familjen bracksteklar. Inga underarter finns listade i Catalogue of Life.